# Gary Anderson (Formule 1)
Gary Anderson, né le 9 mars 1951,, est un ingénieur, concepteur de châssis de Formule 1 et commentateur de sport automobile nord-irlandais semi-retraité.

## Biographie

### Début de carrière
Né en Irlande du Nord, Gary Anderson s'installe en Angleterre en 1972 avec le rêve de devenir pilote de course. Il trouve alors un emploi de mécanicien aux écuries de Brands Hatch. Quelque temps plus tard, il trouve un emploi chez Brabham, où il participe à la construction des Formule 3. Il commence ensuite à travailler pour l'écurie de Formule 1 Brabham et devient rapidement leur chef mécanicien. C'est durant son passage chez Brabham qu'il rencontre sa future épouse, qui adresse une lettre à Bernie Ecclestone au nom de Gary pour lui proposer un poste de mécanicien au sein de l'écurie Brabham de Formule 3.
En 1975, Gary et Bob Simpson, un mécanicien qui travaillait pour Tyrrell Racing, construisent une Formule 3 nommée Anson SA1. Basée sur la Brabham BT38, elle est pilotée en Formule Libre par Anderson lui-même. Il quitte Brabham fin 1976 pour se consacrer à la conception de l'Anson SA2, la Formule 3 de 1977. Le retrait d'un sponsor à la dernière minute laisse le projet en grande difficulté et, en milieu d'année 1977, la voiture est retirée du marché.
Gary Anderson réintègre la Formule 1 comme chef mécanicien chez McLaren. Il y reste deux ans, après quoi il a rejoint l'écurie Ensign. Peu après, Anderson et Simpson relancent le projet Anson, construisant des Formule 3 et des SuperVee très compétitives. En 1985, Gary Anderson part aux États-Unis pour devenir ingénieur en chef de l'écurie Galles Indycar (en). C'est là qu'il fait équipe pour la première fois avec le pilote brésilien Roberto Moreno. Le duo connaît un grand succès en Formule 3000 ; l'Irlandais devient directeur technique de Bromley Motorsport, toujours avec Roberto Moreno comme pilote. Celui-ci remporte le titre international de Formule 3000 en 1988 pour l'écurie, avec un châssis Reynard 88D (en) F3000. Adrian Reynard (en) engage Gary Anderson pour concevoir les châssis Reynard de F3000 pour les saisons 1989 et 1990,,.
Parallèlement, il conçoit également la série Spa de monoplaces pour la Formule Holden (en), dérivée de la Formule 3000. Pilotant pour Gibson Motor Sport (en), Mark Skaife termine troisième dans une Spa FB001 au championnat (en)championnat australien des pilotes de 1990, avant de remporter le championnat dans une Spa FB003 en 1991 et 1992.

### Jordan (1991–1998)
En 1990, Eddie Jordan demande à Gary Anderson de concevoir la toute première Jordan Grand Prix pour la saison 1991 de Formule 1. La Jordan Ford 191 est conçue par Anderson et engagée pour la saison 1991. Elle termine dans les points à sept reprises au cours de la saison, terminant la saison 5e au championnat des constructeurs. Gary Anderson est nommé directeur technique de l'écurie à partir de 1992. L'écurie décroche son premier podium lors du Grand Prix du Pacifique 1994, avec Rubens Barrichello au volant de la Jordan Hart 194 conçue par Anderson en colaboration avec Andrew Green. Anderson reste chez Jordan, malgré les offres de McLaren et Ferrari, jusqu'au milieu de la saison 1998, date à laquelle il est remplacé par Mike Gascoyne.

### Stewart, Jaguar et Reynard (1999–2001)
Après son départ de l'écurie Jordan, Gary Anderson rejoint l'écurie Stewart Grand Prix et conçoit la Stewart SF3 Ford-Cosworth pour la saison 1999 de Formule 1. Cette saison sera la plus réussie pour Stewart Grand Prix, avec quatre podiums, dont une victoire au Grand Prix d'Europe 1999. L'écurie termine 4e au championnat des constructeurs cette saison-là. Anderson déclare à propos du propriétaire de l'écurie, Jackie Stewart, qu'il est « la meilleure personne pour qui j'ai travaillé de ma vie ». Après que Ford ait racheté l'écurie Stewart et l'ait rebaptisée Jaguar Racing pour la saison 2000, Anderson reste pour concevoir la Formule 1 de cette année-là. La Jaguar R1-Cosworth marque deux points et termine la saison 9e au championnat des constructeurs. Gary Anderson est ensuite remplacé chez Jaguar et passe l'année 2001 aux États-Unis à travailler pour Reynard en CART.

### Retour chez Jordan (2002–2003)
Gary Anderson retrouve l'écurie Jordan Grand Prix en 2002. Il conçoit la Jordan Honda EJ12 avec Eghbal Hamidy (en). Elle obtient cinq points et termine la saison 6e au championnat des constructeurs. Jordan perd le soutien des moteurs Honda en 2003, et l'EJ13 conçue par Anderson, désormais propulsée par des moteurs Cosworth badgés Ford, termine la saison 2003 9e au championnat des constructeurs, mais remporte une victoire au Grand Prix du Brésil avec Giancarlo Fisichella.

### Travaux ultérieurs
Après son départ de chez Jordan en 2003, Gary Anderson travaille pour plusieurs chaînes de télévision : d'abord pour RTÉ de 2003 à 2005, puis pour Setanta Ireland de 2006 à 2009 et ESPN Star Sports en tant qu'analyste technique et commentateur. Le 12 janvier 2012, la BBC annonce le recrutement d'Anderson comme analyste technique et reporter pour la couverture du Championnat de Formule 1 de la FIA. En 2013, Gary Anderson reste analyste technique pour les équipes de BBC1, BBC2 TV et BBC 5 Live. BBC2 diffuse désormais tous les essais de F1 en direct les vendredis et samedis.
En 2014, après avoir quitté la BBC (qui souhaitait s'éloigner du reportage technique), Gary Anderson continue à expliquer la nouvelle génération de F1 dans le magazine et sur son site web Autosport, offrant aux fans de F1 un aperçu de ce qui se passera cette saison-là, les plus grands changements survenus dans les Formules 1 depuis de nombreuses années grâce à la propulsion hybride, une combinaison de la puissance fossile d'un moteur V6 turbocompressé de 1 600 cm³ et de l'énergie électrique autogénérée.
En 2014, Gary Anderson rejoint l'équipe de production télévisuelle de Formula One Management (FOM), qui produit toutes les images télévisées des circuits de F1, principalement pour les aider à expliquer les complexités de cette nouvelle génération de F1. La FOM lancera ultérieurement une application F1 qui s'appuiera sur les connaissances techniques de Gary Anderson. En 2014, l'Irlandais commente également la GP3 Series avec Will Buxton (en) pour Sky Sports.
Gary Anderson reçoit un doctorat honorifique en sciences de l'Université d'Ulster en 2014. En 2015, il commence à travailler avec la nouvelle entreprise Typhoon, spécialisée dans la fabrication de vélos à assistance électrique.
Désormais, il anime son propre podcast pour The Race aux côtés du journaliste de Formule 1 Edd Straw, où il évoque l'aspect technique de l'actualité de la catégorie reine du sport automobile, ainsi que de son expérience personnelle au sein de celle-ci. Il intervient également régulièrement sur le podcast Bring Back V10s de The Race. Depuis 2022, Gary Anderson rédige une chronique d'analyse technique pour The Telegraph.